# Microtendipes simantofegeus
Microtendipes simantofegeus är en tvåvingeart som beskrevs av Sasa, Suzuki och Sakai 1998. Microtendipes simantofegeus ingår i släktet Microtendipes och familjen fjädermyggor. Inga underarter finns listade i Catalogue of Life.